# L'imbattibile Daitarn 3
L'imbattibile Daitarn 3 (無敵鋼人ダイターン3?, Muteki kōjin Daitān 3, letteralmente: "Daitarn 3, l'invincibile uomo d'acciaio") è una serie televisiva anime giapponese di genere mecha, prodotta dalla Sunrise e creata da Yoshiyuki Tomino, autore anche di Gundam, con il mecha design di Kunio Ōkawara e le musiche di Takeo Watanabe e Yūshi Matsuyama. La serie, composta di 40 episodi, fu realizzata nel 1978, e trasmessa per la prima volta in Italia nel 1980 col titolo Daitarn III.

## Trama
All'inizio del XXI secolo, strani avvenimenti e misteriose sparizioni di persone iniziano ad accadere sulla Terra. Dietro ci sono i Meganoidi, cyborg creati su Marte dal professor Sozo Haran, sfuggiti al suo controllo. A capo della loro collettività ci sono il malvagio Don Zauker (Don Zauser nell'originale giapponese), un robot dalla struttura fisica primitiva con un cervello umanoide, che si esprime in modo inintelligibile; e Koros, la sua sacerdotessa e interprete, un'inquietante cyborg femminile dal fascino glaciale.
I Meganoidi vogliono schiavizzare l'umanità e trasformare i "migliori" esemplari in Meganoidi. Hanno sviluppato una tecnologia sorprendente con la quale hanno realizzato le Macchine della Morte, una strana sorta di astronavi/robot, spesso dotate di immense mani, che rende i Comandanti Meganoidi in grado di trasformarsi in Megaborg, enormi robot da combattimento.
A contrastare i loro piani c'è Banjo Haran, il figlio del professor Sozo, che pilota il gigantesco robot trasformabile Daitarn 3. Lo affiancano Garrison Tokida (maggiordomo tuttofare) e Beauty Tachibana (bionda mozzafiato, figlia di un famoso imprenditore ex-socio in affari del padre di Banjo). A loro presto si aggiungono Reika Sanjo (ex aspirante agente dell'Interpol) e il piccolo Toppy (orfano salvato da Reika nella seconda puntata).
La trama si sviluppa in maniera episodica. A poco a poco si svela il passato di Banjo, la sua spettacolare fuga da Marte con i Meganoidi alle calcagna e le ragioni del suo odio per loro. Una serie di mirabolanti avventure e combattimenti, che spaziano dalla fantascienza all'avventura e all'horror, conducono Banjo e i suoi compagni a sostenere la battaglia finale, nel disperato tentativo di sventare il folle piano di Koros e di sconfiggere il suo ultimo, potentissimo avversario, Don Zauker, che vuol far collidere Marte con la Terra.

## Personaggi

### Eroi
Banjo Haran (破嵐 万丈?, Haran Banjō)
18 anni, il protagonista. Forte, giovane, atletico, affascinante, carismatico, simpatico, caratteristici capelli blu, rappresenta una sorta d'incrocio tra gli eroi dei film di arti marziali, delle quali si dimostra formidabile maestro (uccide una quantità sterminata di meganoidi anche a mani nude, forte del concetto che «l'uomo è superiore alla macchina»), e un agente segreto alla 007, cosicché gli episodi, come anche le scene d'azione, sono ispirati a entrambi i modelli. A rendere Banjo interessante è soprattutto l'odio irriducibile per i meganoidi: pochissimi scampano alla sua furia distruttiva, perché «il mio obiettivo è di uccidere il maggior numero di meganoidi possibile».
Beautiful "Beauty" Tachibana (ビューティフル・タチバナ / ビューティ?, Byūtifuru Tachibana / Byūti)
17 anni, assistente di Banjō. Svampita, maggiorata, dolce biondona, ricorda non poco Marilyn Monroe e nella trama ricopre spesso ruoli assai sexy, suscitando la gelosia della meno appariscente Reika.
Reika Sanjo (三条 レイカ?, Sanjō Reika)
17 anni, cadetta dell'Interpol. Sagace, intelligente, avveduta, molto affascinante, anche se non appariscente ed esuberante quanto Beauty.
Garrison Tokida (ギャリソン時田?, Gyarison Tokida)
55 anni, maggiordomo di Banjō. Ricorda Alfred Pennyworth, il maggiordomo di Batman, e s'intuisce un passato da persona atletica ed energica. È il factotum educato, gentile, discreto e infaticabile, sempre elegante e modesto, ma signorile fino al manierismo (con tanto di cappello a cilindro). Più che maturo, è un signore quasi anziano, ma ancora in forma e vanta il grado di tiratore scelto.
Totta "Toppy" Toda (戸田 突太 / トッポ?, Toda Totta / Toppo)
10 anni. Orfanello sempre nei guai, contribuisce quasi sempre alle note divertenti della trama.

### Avversari
I meganoidi (メガノイド?, Meganoido) erano originariamente esseri umani, meccanizzati e resi cyborg a servizio degli uomini per lo sviluppo e colonizzazione del pianeta Marte; a partire da un certo momento in poi si sono però ribellati alle direttive dei loro creatori. Una particolare categoria di meganoidi è costituita da comandanti e soldati donne.
Don Zauker (ドン・ザウサー?, Don Zausā)
L'antagonista principale della serie, è il primo meganoide creato, e acerrimo nemico di Daitarn 3. Non fa altro che emettere dei suoni atoni, che Koros interpreta: nell'ultimo episodio si svelerà che non ha alcuna coscienza di ciò che gli dice Koros. Ha un aspetto orribile, con un cervello bio-sintetico sistemato in una cupola trasparente. La sua forma di Megaborg è colossale, tanto da surclassare il Daitarn stesso.
Koros (コロス?, Korosu)
Il Comandante Supremo dei Meganoidi. Bella, volitiva, con lunghissimi capelli rossi a treccia, è una spietata dittatrice che solo nell'ultimo episodio mostrerà debolezza di fronte alla sua fine. Nonostante il suo grado di Comandante, non si trasformerà mai, nemmeno nello scontro finale, in Megaborg.
Comandanti Meganoidi (コマンダー?, Komandā)
Possono mutare in Megaborg e sono molto diversi dai tipici nemici inquadrati militarmente di molte altre serie. Spesso sono terrestri divenuti cyborg volontariamente, spinti da motivazioni egoistiche che nulla hanno a che fare con lo scopo finale di Koros. Come ben evidenzia Banjo, i Comandanti hanno rinunciato volontariamente alla loro umanità per ovviare a pecche fondamentali del loro carattere (megalomania, estrema insicurezza, maniacalità e così via). Alcuni comandanti però riscoprono i loro sentimenti umani, per cui alla fine vengono lasciati vivere da Banjo.
Il Megaborg: Robot lottatori. < Così vengono definiti da Banjo >

## Caratteristiche
A differenza di altre serie di genere mecha coeve, in Daitarn 3 prevale un tono giocoso che la rende atipica: il Daitarn è uno dei pochi robot giganti dotati di mimica facciale, come i successivi Trider G7 e i Transformers (alcuni personaggi di quest'ultima serie, i Triple Changer, dispongono anche di più di una modalità veicolare, come Daitarn e a differenza di quasi tutti gli altri Transformers che ne hanno una sola). La serie stessa risulta spesso una parodia di serie mecha precedenti: per esempio nell'episodio 20 le due assistenti di Banjo sono sostituite dai meganoidi, ma il protagonista se ne accorge subito perché «Non hanno lo stesso vestito di sempre», ironizzando sul fatto che nei cartoni animati dell'epoca i protagonisti fossero sempre vestiti allo stesso modo (il che rendeva possibile tagliare i costi di animazione riutilizzando più volte certi segmenti).
Sono presenti dozzine di citazioni da cinema, letteratura, fumetti e televisione: ad esempio, nell'episodio 32 la base dei Meganoidi è uguale alla Morte Nera di Guerre stellari; nell'episodio 36, dove Banjo è oggetto di tortura psicologica, uno dei cattivi si chiama Phroid, parodia di Sigmund Freud; nell'episodio 10 Banjo prende parte alle riprese di un film di Kung Fu e così via.
Particolare anche è l'approfondimento psicologico che si evidenzia in alcuni episodi sul vissuto dei meganoidi

## Tecnologia

### Tecnologia di Banjo
Banjo dispone di un videotelefono da polso, che utilizza essenzialmente per comunicare con la base ed è armato con una AutoMag M-180 calibro .44AMT che a differenza della pistola reale è anche trasformabile in un fucile. In alcuni episodi utilizza una asta ad energia dotata di impugnatura, che ricorda molto le spade laser di Guerre Stellari.

Il Daitarn in azione.

#### Il Daitarn 3
Con i suoi quasi 120 metri di altezza, Daitarn 3 è uno dei mecha più alti mai ideati. Tuttavia è superato, ad esempio, dal Danguard Ace, dal Gunbuster (200 metri), dal Getter Emperor (scala planetaria), dal Arc-Gurren-Lagann (scala Arca).
Nella lega del Daitarn 3 compaiono acciaio e l'oro sottratto dalle miniere meganoidi di Marte, battezzato chogokin (超合金? "super-lega"). Il Daitarn 3 ha diverse configurazioni:
- Modulo Aereo (ダイファイター?, Daifaitā)[4]: il Daitarn 3 in volo
- Modulo Corpo Base: il Daitarn 3 in versione robot da combattimento: ricorda vagamente, specie la testa, le armature giapponesi classiche
- Modulo Carro Armato (ダイタンク?, Daitanku)[5]: il Daitarn 3 trasformato in un gigantesco carro armato con due cannoni
- Modulo Spaziale: per combattimenti nello spazio, è praticamente identico alla configurazione Aereo

#### Le armi del Daitarn 3
- Attacco Solare (サンアタック?, San Atakku, dall'inglese Sun Attack) e Scissione Attacco Solare[6]
- Daitarn Scontro
- Daitarn Lancia Perforante o Daitarn Giavellotto (ダイターン・ジャベリン?, Daitān Jaberin, Daitarn Javelin)
- Daitarn Spada
- Daitarn Laccio
- Daitarn Ventaglio (ダイターン・ファン?, Daitān Fan, Daitarn Fan) e Daitarn Scudo
- Daitarn Stella e Daitarn Grande Stella
- Daitarn Cannone (ダイターン・キャノン?, Daitān Kyanon, Daitarn Cannon)

- Daitarn Mazza Stellare o Daitarn Martello (ダイターン・ハンマー?, Daitān Hanmā, Daitarn Hammer)
- Daitarn Missile (ダイターン・ミサイル?, Daitān Miseiru, Daitarn Missile)
- Daitarn Ragnatela (ダイターン・ウェッブ?, Daitān Webbu, Daitarn Web)
- Daitarn Energia
- Daitarn Reazione Fumogena
- Daitarn Getto d'Aria
- Daitarn Energia Super Elettronica
- Daitarn Missili dalle Spalle

#### La Mach Patrol
La Mach Patrol (マッハ・パトロール?, Mahha Patorōru) è il veicolo trasformabile di Haran Banjo: in configurazione "Auto" ha la sagoma di un veicolo, in dotazione alle forze di polizia. Nella configurazione "Aero-Sistema", nella versione originale il veicolo è chiamato Mach Attacker (マッハ・アタッカー?, Mahha Atakkā) quando è in questa configurazione, si trasforma in un aereo. In modalità attacco Daitarn, il veicolo base della Mach Attacker, è alloggiato all'interno del corpo base Daitarn. L'alloggio è sito tra le gambe del robot.
La configurazione Auto è ispirata ad una Dodge Charger del 1970 o ad una Ford Mustang Mach 1.

#### Altri mezzi
- L'elicottero di Reika, nome originale Mister Green (ミスターグリーン?, Misutā Gurīn)
- L'elicottero di Beauty, nome originale Minicopter Lady Pinky (ミニコプター・レディ・ピンキー?, Minikoputā Redi Pinkī)
- Il tir di Garrison, nome originale Garrison Special (ギャリソン・スペシャル?, Gyarison Supesharu)
- Nave Stellare del tipo Daitarn (vascello appoggio con base di lancio)

- Il super-jumbo
- Una moto simil Harley-Davidson, nome originale Buffalo Mill (バッファロー・ミル?, Baffarō Miru)
- Il sommergibile Marine Antoinette (マリン・アントワネット?, Marin Antowanetto)

### Tecnologia dei Meganoidi

#### I Megaborg
Quasi tutti i Comandanti Meganoidi sono in grado di trasformarsi in Megaborg (メガボーグ?, Megabōgu), giganteschi robot lottatori (come vengono definiti da Banjo nella prima puntata), che di solito rispecchiano la loro personalità. Il processo, reversibile, è spesso innescato da una particolare macchina dotata di 4 emettitori, che riversano sul Comandante Meganoide una grande quantità di energia per potenziarne il fisico, producendo un caratteristico effetto "a piramide". Nell'episodio 39 compare un singolare Comandante "mutaforma", Nendol, che è in grado di trasformarsi senza l'aiuto della macchina in un Megaborg di consistenza "gelatinosa". Egli infatti si limiterà a esclamare: <<per la suprema Koros>>, dopodiché assumerà le fattezza di Megaborg.
Solo chi ha lo status di Comandante può trasformarsi in Megaborg: gli altri devono unirsi ad altri Meganoidi per formare un Megaborg. Il Megaborg così costituito mostra le differenti personalità dei suoi componenti. Nell'episodio 16, a un gruppo di teppisti divenuti Meganoidi viene concesso di trasformarsi in un unico Megaborg, combinando i loro corpi. Negli episodi 36 e 38 tre sub-Comandanti devono unirsi per formare il Megaborg. Il "Megaborg Supremo", che compare nel 13º episodio, è un robot gigante pilotato da una Guardia Imperiale (grado differente da quello di Comandante, ma parimenti importante) da una cabina interna.
Nella puntata 37, il comandante Kidogawa si tramuta in megaborg ricorrendo a una sorta di bracciale da polso. Per farlo tornare in forma umana, il Daitarn colpirà proprio il particolare oggetto.

#### La Macchina della Morte
La Macchina della Morte (デスバトル?, Desubatoru, Death Battle) è una nave di notevoli dimensioni, dotata di giganteschi arti meccanici, usata come mezzo di appoggio e di combattimento dai Comandanti Meganoidi, come mezzo di trasporto o di offesa. La vediamo in alcuni episodi dotata di un paio di enormi mani, con le quali la macchina della Morte cattura il Daitarn 3 semplicemente "impugnandolo".

## Sigle
- La sigla d'apertura giapponese è Come Here! Daitaan 3 (カムヒア! ダイターン3?, Kamu Hia! Daitān surī), interpretata da Makoto Fujiwara; il testo è dell'"ufficio di progettazione della Nihon Sunrise" (日本サンライズ企画室?, Nihon Sanraizu kikaku shitsu), la musica di Takeo Watanabe, arrangiamento di Yūshi Matsuyama;
- La sigla di chiusura giapponese è Toppo de tango (トッポでタンゴ?), interpretata dai Koorogi '73; testo, musica e arrangiamento come per la sigla di apertura;
- La sigla italiana è Daitan III, interpretata da I Micronauti, testo di Luigi Albertelli, musica e arrangiamento di Vince Tempera.

## Edizioni televisive e home-video italiane
La prima edizione della serie è stata realizzata per la televisione dalla ITB (Italian TV Broadcasting) e trasmessa per la prima volta nel 1980 col titolo Daitarn III.
Nel 1995 la Yamato Video ha distribuito la prima edizione per home video della serie in 10 VHS con 4 episodi ciascuna; in questo caso il titolo era Daitarn 3, simile a quello televisivo. Nello stesso anno la Hobby & Work in collaborazione con la Yamato Video, pubblicò una seconda edizione divisa in 20 VHS contenenti 2 episodi l'una.
Nel 2000 la Dynamic Italia ha pubblicato una nuova edizione in home video dal titolo L'Imbattibile Daitarn 3 Deluxe Edition, composta di 10 VHS con 4 episodi ciascuna. La serie è rimasterizzata e affianca un nuovo doppiaggio a quello originale. Ogni episodio presenta le due versioni del doppiaggio. Nel 2006 la Dynit ha pubblicato questa edizione in 10 DVD, sempre con il titolo L'imbattibile Daitarn 3 presentando nuovamente entrambi i doppiaggi. Del secondo sono contenute a sua volta due versioni: una coi nomi originali giapponesi e una coi nomi del doppiaggio storico italiano.
La seconda edizione è stata trasmessa in TV per la prima volta dal 25 giugno 2001 su LA7, poi replicata nel 2013 e nel 2019 su Ka-Boom.
Il 27 febbraio 2019 è stato distribuito da Dynit un cofanetto della serie completa in alta definizione su Blu-ray Disc.

### Doppiaggio
| Personaggio              | Doppiatore giapponese | Doppiatore italiano (ediz. 1980) | Doppiatore italiano (ediz. 2000) |
| ------------------------ | --------------------- | -------------------------------- | -------------------------------- |
| Banjo Haran              | Hirotaka Suzuoki      | Renzo Stacchi                    | Massimo De Ambrosis              |
| Reika Sanjo              | Yō Inoue              | Mariù Safier                     | Silvia Tognoloni                 |
| Beautiful Tachibana      | Kako Mizuno           | Rosalinda Galli                  | Georgia Lepore                   |
| Garrison Tokida          | Kōichi Kitamura       | Gino Donato                      | Luciano De Ambrosis              |
| Totta Toda               | Fuyumi Shiraishi      | Riccardo Rossi                   | Simone Crisari                   |
| Don Zauker               | Masato Yamanouchi     | Vittorio Di Prima                | Nino Prester                     |
| Koros                    | Mieko Nobusawa        | Antonia Forlani                  | Pinella Dragani                  |
| Voce delle anticipazioni | Hirotaka Suzuoki      |                                  | Sandro Iovino                    |

Il primo doppiaggio italiano è stato eseguito presso lo studio Edizioni Miguel e diretto da Antonia Forlani. Il secondo doppiaggio è stato eseguito presso la SEFIT-CDC ed è diretto da Serena Verdirosi, con la traduzione di Laura Giordano e i dialoghi di Michele Gelli e Vincenzo Martella.

## Opere derivate
Banjo è anche il protagonista di una serie di light novel, alcuni dei quali illustrati da Haruhiko Mikimoto e inseriti nel volume Haruhiko Mikimoto Illustrations, pubblicato anche in Italia da Granata Press.

## Influenza culturale
- Il gruppo italiano ska punk dei Meganoidi deve il suo nome ai cattivi dell'anime.
- Il personaggio principale del fumetto italiano Don Zauker, di Emiliano Pagani e Daniele Caluri, deve il nome all'omonimo antagonista principale di questa serie.
- La sigla italiana è stata eseguita più volte dal vivo dal gruppo Subsonica.
- Nella storia di Zagor Le sette città di Cibola appare un robot gigante dall'aspetto simile a Daitarn 3 (e funzionante anch'esso a energia solare).